# 瀬戸川 (徳島県)
瀬戸川（せとがわ）は、徳島県海部郡牟岐町を流れる二級河川である。

## 地理
海部郡牟岐町大字中村字の水源から牟岐町内を流れ太平洋（牟岐港）へ注ぐ。すぐ東側に牟岐川が、西側に内妻川が流れている。

## 流域の主な施設
- 牟岐警察署
- 正観寺
- 牟岐町立牟岐小学校
- 国道55号（土佐浜街道）